# Lichttherapie
Lichttherapie is de behandeling van een ziekte, meestal een huidziekte, met behulp van zichtbaar of ultraviolet licht.

## Dermatologie
- Het meest gebruikt is UVB, dus met golflengtes tussen 280 en 310 nanometer (nm). Sinds begin jaren 90 gebruikt men narrow-band; het licht bestaat vooral uit golven van 311 nm. Door de belichting wordt de ontstekingsreactie in de huid bestreden, mogelijk doordat de ontstekingscellen door de zonlichtschade te gronde gaan. De belangrijkste aandoeningen die op deze manier behandeld worden zijn psoriasis en (ernstige gevallen van) eczeem.

UVB-therapie kan ook gebruikt worden bij aandoeningen met lichtovergevoeligheid, zoals zonlichtallergie (polymorfe lichteruptie) of erytropoëtische protoporfyrie (een erfelijke, aangeboren overgevoeligheid voor licht). De huid 'went' aan UVB: de dikte van de huid neemt toe, en de dosis uv waarbij zonverbranding ontstaat stijgt. Door de dosis UVB geleidelijk te verhogen, steeds tot er net geen klachten ontstaan, kan de gevoeligheid van de patiënt voor daglicht verlaagd worden. Mogelijke bijwerkingen van UVB-therapie zijn (acuut) verbranding, en op lange termijn een verhoging van het risico op huidkanker.
- UVA heeft (vergeleken met UVB) weinig effect op de huid. Met behulp van psoralenen kunnen de cellen gevoelig gemaakt worden voor UVA-licht. De behandeling heet dan PUVA. Psoralenen kunnen geslikt worden, of van buiten aangebracht, door ze in badwater op te lossen of als gel aan te brengen. PUVA is effectiever dan UVB, maar heeft ook meer bijwerkingen: huidveroudering, toename van risico op huidkanker. Psoraleentabletten kunnen bovendien misselijkheid geven, en de veroorzaakte overgevoeligheid voor licht kan in de zomer een probleem zijn.
- De laatste jaren wordt veel onderzoek gedaan naar zogenaamde UVA1-therapie: UVA-licht in een hoge dosering. Deze therapie lijkt vooral bij te kunnen dragen aan de behandeling van sclerodermie, en mogelijk eczeem. Deze behandeling kan momenteel alleen in Leiden (LUMC), Amsterdam (AMC) en Nijmegen (UMCN) uitgevoerd worden.
- Sinds 2014 hebben psoriasispatiënten de mogelijkheid zich te (laten) behandelen met blauw licht. Blauw licht behoort tot het zichtbare spectrum. Aangetoond is dat men psoriasis effectief kan behandelen met licht met een golflengte van 453 nm.[1][2] Dit komt waarschijnlijk door de eigenschap van blauw licht om de overproductie van huidcellen (keratinocyten) te verminderen, wat een oorzaak is van psoriasissymptomen.[3] Verder vermindert blauw licht de ontstekingsverschijnselen in de psoriatische huid.[4] De behandeling kan plaatsvinden met behulp van een draagbaar medisch hulpmiddel met blauwe leds, waarbij geen actieve bestanddelen of chemische substanties gebruikt worden.[5]
- Behandelingen met diverse vormen van laserlicht en flitslampen (IPL) alsmede fotodynamische therapie (PDT) worden meestal niet als lichttherapie beschouwd, hoewel er licht gebruikt wordt. Laserbehandeling en flitslampen kunnen worden toegepast bij bepaalde typen pigment- of vaatafwijkingen. Fotodynamische therapie wordt gebruikt bij huidkanker en voorstadia daarvan.

## Neonatologie
Na de geboorte wordt het foetaal hemoglobine afgebroken en ontstaat bilirubine. Bij te vroeg geborenen wordt het bilirubine vaak te langzaam afgebroken en ontstaat geelzucht. Om overtollig bilirubine versneld af te laten breken, worden pasgeboren baby's daarom wel "onder de lamp" gelegd. Ook resusantagonisme is een indicatie voor lichttherapie.
Van het licht dat de lamp produceert is het blauwe licht (450 nm) effectief voor de afbraak van bilirubine. Meestal wordt er niet alleen blauw licht gebruikt, maar gewoon wit licht (waar blauw licht deel van uitmaakt). Dit in verband met het feit, dat verplegend personeel blauw licht als hinderlijk ervaart. De minimale sterkte van het blauwe licht, voor een effectieve behandeling, is 1000 µW/cm². Dit wordt in het ziekenhuis meestal bereikt door een halogeenlamp van ongeveer 160 W. Gemiddeld gaan de lampen tussen de 500 en de 1000 uur mee. Dat is ongeveer een maand per lamp. Ook is er een duurdere, maar effectievere, mogelijkheid met ledlampjes. Het vermogen kan dan wel oplopen tot boven de 3000 µW/cm².
In ernstige gevallen wordt er bovendien een biliblanket gebruikt. Dit is een matrasje met glasvezeldraadjes erin waardoor blauw licht wordt gevoerd. De deken licht blauw op en wordt meestal onder het hoofdje van de baby gelegd om kernicterus tegen te gaan. 

## Chronobiologie

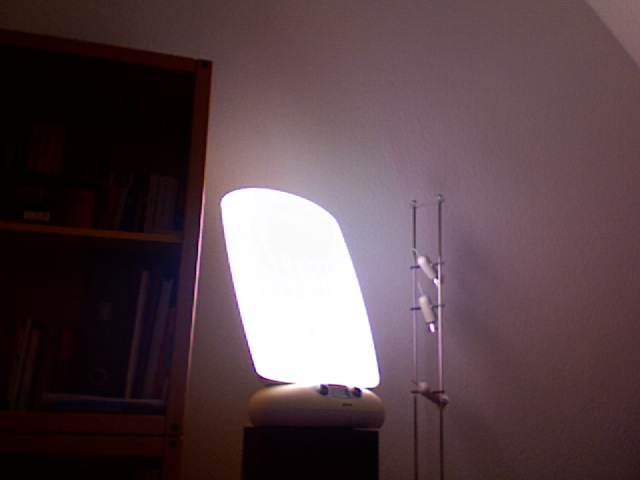
Moderne lichttherapielamp in gebruik

Lichttherapie met zichtbaar licht is de eerste-keuze behandeling bij winterdepressies oftewel seizoensgebonden depressie (SAD, seasonal affective disorder).
Ook wordt het gebruikt om het effect van een jetlag te verkorten.